# Trevor Hardy
Trevor Joseph Hardy (ur. 11 czerwca 1945 w Manchesterze, zm. 25 września 2012 w Wakefield) – brytyjski seryjny morderca zwany Bestią z Manchesteru lub Nocną bestią. Od grudnia 1974 do marca 1976 zamordował trzy nastolatki. Był podejrzany o popełnienie innych morderstw.

## Morderstwa
1. Janet Lesley Stewart (lat 15) - zadźgana nożem w grudniu 1974 roku. Hardy pochował ją w płytkim grobie na północnych obrzeżach Manchesteru.
2. Wanda Skala (lat 17) - zamordowana w lipcu 1975 roku. Zginęła od ciosu płytą chodnikową w głowę.
3. Sharon Mosoph (lat 17) - zamordowana w marcu 1976 roku. Została uduszona.

## Aresztowanie
Trevor Hardy został zatrzymany niedługo po ostatnim morderstwie. Postawiono mu zarzuty zamordowania Wandy Skali oraz Sharon Mosoph. W czasie przesłuchania przyznał się do zamordowania Janet Stewart, która była do tamtej pory uznana za zaginioną. Hardy ujawnił policji miejsce ukrycia jej zwłok.
W 1976 roku sąd uznał Trevora Hardy`ego winnym popełnienia wszystkich trzech morderstw i skazał go na karę dożywocia. Hardy odbywał karę w więzieniu Wakefield Prison w West Yorkshire.
23 września 2012 roku, Hardy doznał ataku serca. Został przewieziony z więzienia do szpitala, gdzie zmarł dwa dni później. 